# Władimir Jagodkin
Władimir Nikołajewicz Jagodkin (ros. Владимир Николаевич Ягодкин, ur. 1928, zm. 1985) – radziecki działacz państwowy i partyjny.

## Życiorys
Od 1950 należał do WKP(b), w 1951 ukończył studia na Wydziale Ekonomicznym Moskiewskiego Uniwersytetu Państwowego im. M.W. Łomonosowa, w którym w latach 1967-1971 był sekretarzem komitetu partyjnego. Był kandydatem nauk ekonomicznych. Od 1951 był funkcjonariuszem komsomolskim, a od 1967 partyjnym, od 9 kwietnia 1971 do 24 lutego 1976 był zastępcą członka KC KPZR, jednocześnie w latach 1971-1976 był sekretarzem Komitetu Miejskiego KPZR w Moskwie. W latach 1976-1981 był zastępcą ministra wyższego i średniego szkolnictwa specjalnego ZSRR.